# Station Mérignac-Arlac
Station Mérignac-Arlac is een spoorweghalte in de Franse gemeente Mérignac.